# The Consort of Musicke
The Consort of Musicke es un grupo británico especializado en música del Renacimiento y primer Barroco. Son conocidos sobre todo por sus interpretaciones de madrigales y canciones acompañadas de laúd de compositores ingleses, aunque también han grabado numerosos discos de compositores italianos, como Claudio Monteverdi.
Fue fundado en 1969 por su director, Anthony Rooley (laúd). La conocida soprano Emma Kirkby también ha colaborado en la mayor parte de las grabaciones del grupo. Otros artistas que han participado en el grupo de forma habitual a lo largo de los años son: Evelyn Tubb (soprano), Paul Agnew (tenor), Andrew King (tenor), Joseph Cornwell (tenor), Simon Grant (bajo-barítono) y Mary Nichols (contralto).

## Discografía
Las grabaciones que vienen a continuación se han ordenado por la fecha en que fueron publicadas o grabadas por primera vez, pero se han puesto las ediciones más modernas que se pueden encontrar actualmente en CD. Algunos discos se encuentran descatalogados de forma individual, pero se pueden encontrar en cajas de CD, agrupados con otros discos, por lo cual se ha incluido al final una sección de "recopilaciones". En los casos en los que no exista edición en CD, se informa de la correspondiente edición en vinilo.
- 1972 - The Leaves be Greene. The Renaissance of English Music. L'Oiseau-lyre SOL 328 (LP).
- 1973 - O Vilanella. 16th century Italian Popular Music. L'Oiseau-lyre SOL 334 (LP).
- 1975 - Musicke of Sundrie Kindes. An Introduction to Secular Renaissance Music, 1480-1620. L'Oiseau-Lyre "Florilegium" DSLO 12BB 203-6 (4 LP).
- 1975 - Gibbons: Madrigals and mottets. Madrigals & motets, 1612. . Edición en CD en la recopilación: The Silver Swan.
- 1976 - Dowland: First Booke of Songes (1597). . Edición en CD en la recopilación: Dowland: Collected Works.
- 1976 - Dowland: Second Booke of Songes (1600). . Edición en CD en la recopilación: Dowland: Collected Works.
- 1976 - Dowland: Lachrimae. . Edición en CD en la recopilación: Dowland: Collected Works.
- 1977 - Dowland: The Third Booke of Songs (1603). . Edición en CD en la recopilación: Dowland: Collected Works.
- 1977 - Dowland: Consort Music. . Edición en CD en la recopilación: Dowland: Collected Works.
- 1977 - Dowland: A Pilgrimes Solace (1612). The Fourth Booke of Songs (1612). . Edición en CD en la recopilación: Dowland: Collected Works.
- 1977 - Dowland: Sacred Songs. Lamentations, sacred songs & Psalms . Edición en CD en la recopilación: Dowland: Collected Works.
- 1977 - John Coprario:[5]  Songs of Mourning / Consort Music. L'Oiseau-Lyre "Florilegium" DSLO 511-1 (LP).
- 1979 - Dowland: A Miscellany. . Edición en CD en la recopilación: Dowland: Collected Works.
- 1979 - Biagio Marini: Le Lagrime d'Erminia, 1623. Sinfonias & Sonatas for Violins. L'Oiseau Lyre 478 0020.
- 1979 - William Lawes: Setts for Violins & Division Viols. L'Oiseau-Lyre "Florilegium" DSL-564-1 (LP).
- 1979 - William Lawes: Royal Consorts / Setts for three Lyra Viols. L'Oiseau-Lyre "Florilegium" DSLO 573-1 (LP).
- 1979 - William Lawes: Dialogues, Psalms & Elegies. L'Oiseau-Lyre "Florilegium" DSLO 574-1 (LP).
- 1979 - John Maynard:[6]  The XII Wonders of the World / Character Songs. L'Oiseau-Lyre "Florilegium" DSLO 545-1 (LP).
- 1979 - Le Chansonnier Cordiforme. L'Oiseau Lyre (Japan) POCL-3170 (3 CD).
- 1979 - The Lady Musick. L'Oiseau-Lyre "Florilegium" DSLO 559-1 (LP).
- 1979 - Dowland: A musicall banquet. . Edición en CD en la recopilación: Dowland: Collected Works.
- 1980 - Amorous Dialogues. L'Oiseau-Lyre "Florilegium" DSLO 587-1 (LP).
- 1980 - Byrd: Psalmes, Sonets & Songs (1588). Decca "British Music Collection" 475 049.
- 1980 - Pastoral dialogues. L'Oiseau-Lyre "Florilegium" DSLO 575-1 (LP).
- 1980 - Anthony Holborne: Pavans & Galliards 1599. L'Oiseau-Lyre "Florilegium" DSLO 569-1 (LP).
- 1980 - William Lawes: Viol Consort Music. L'Oiseau-Lyre "Florilegium" DSLO 560-1 (LP).
- 1981 - Madrigals and Wedding Songs for Diana. Hyperion A66019.
- 1981 - John Danyel:[7] Songs for the Lute, Viol & Voice, 1606. L'Oiseau-Lyre "Florilegium" DSLO 568-1 (LP).
- 1981 - John Coprario: Funeral Teares / Consort Music. L'Oiseu-Lyre "Florilegium" DSLO 576-1 (LP).
- 1981 - Bartolomeo Tromboncino: Frottole. L'Oiseau Lyre "Florilegium" DSLO 593-1 (LP).
- 1981 - John Ward:[8] The First Set of English Madrigals, 1613 / Four Fantasias for Viols. L'Oiseau-Lyre "Florilegium" D238D2 (2 LP).
- 1981 - Wilbye: Madrigals. Selections from the First set of madrigals (1598) and from the Second set of madrigals (1609). . Edición en CD en la recopilación: The Silver Swan.
- 1981 - Duetti de Camera. L'Oiseau-Lyre "Florilegium" DSLO 588-1 (LP).
- 1982 - Roland de Lassus: Le Lagrime di San Pietro à 7. L'Oiseau Lyre 443 197.
- 1982 - Claudio Monteverdi: Madrigali erotici. L'Oiseau-Lyre "Florilegium" 421 480-2.
- 1983 - John Jenkins: Consort Music. Explore Records EXP 0100.
- 1983 - Sigismondo d'India: Eighth Book of Madrigals for Five Voices, 1624. L'Oiseau-Lyre "Florilegium" DSLO 707-1 (LP).
- 1983 - William Byrd: Consort Music. L'Oiseau-Lyre "Florilegium" DSLO 599-1 (LP).
- 1983 - Venus & Adonis: An Opera / Cupid & Death: Masque in 5 Entries. John Blow, Matthew Locke, Christopher Gibbons. Deutsche Harmonia Mundi (EMI) CDS 7 49623-2 (2 CD).
- 1983 - Gesualdo: Quinto Libro dei Madrigali (1611). L'Oiseau Lyre 410 128.
- 1983 - Walter Porter:[9] Madrigals and Ayres - 1632. The Monteverdi Circle. Musica Oscura 070993-2.
- 1984 - Henry Lawes: Sitting by the Streams. Psalms, Ayres and Dialogues. Hyperion CDA 66135-2.
- 1984 - Claudio Monteverdi: Fifth Book of Madrigals, 1605. . Edición en CD en la recopilación: Monteverdi: Madrigals (L'Oiseau-Lyre).
- 1984 - Angelo Notari:[10] Love and Languishment. Music by Angelo Notari from Musiche Nuove, 1613. . En la reedición en CD se cambió el título del disco por: Angelo Notari: Prime Nuove Musiche (1613). Musica Oscura 70983.
- 1984 - Alessandro Stradella: L'anime del Purgatorio'. Favola in Musica. Musica Oscura 070984-2.
- 1984 - Orazio Vecchi: Selva di varia ricreatione. Ermitage 169-2.
- 1984 - John Ward: Madrigals and Fantasias. The Fanshawe Circle. Musica Oscura 070981-2.
- 1984 - Lamento d'Arianna. Deutsche Harmonia Mundi "Editio Classica". .
- 1984 - Madrigal History Tour. The Consort of Musicke junto con The King's Singers. EMI Classics
- 1985 - Heinrich Schütz: The First Book of Madrigals, Venice, 1611. Deutsche Harmonia Mundi 77118.
- 1985 - John Ward: Sweet Philomel. Madrigals by John Ward. Hyperion 66256.
- 1985 - Gerusalemme Liberata. Settings from Tasso. The Monteverdi Circle. Musica Oscura 070990-2.
- 1985 - All'Illustrissimi Signori Fuccari, I. Music from the time of 1573-1607 / House of Fugger. The Consort of Musicke junto a Baroque Brass of London. Deutsche Harmonia mundi (EMI) 1C 065 16 9554-1 (LP).
- 1985 - All'Illustrissimi Signori Fuccari, II. Music from the time of 1573-1607 / House of Fugger. The Consort of Musicke junto a Baroque Brass of London. Deutsche Harmonia Mundi (EMI) 1C 065 16 9555-1 (LP).
- 1985 - Music from the Time of Christian IV. Madrigals from South to North. BIS 392.
- 1986 - Concerto della donne - Madrigali. Deutsche Harmonia Mundi 77154.
- 1986 - Alessandro Scarlatti / Antonio Lotti: Madrigali. Deutsche Harmonia Mundi 77194-2.
- 1986 - John Blow: Welcome every Guest. Songs from John Blow's Amphion Anglicus. Nonesuch 9 79156-2.
- 1986 - Claudio Monteverdi: Fourth Book of Madrigals. . Edición en CD en la recopilación: Monteverdi: Madrigals (L'Oiseau-Lyre).
- 1987 - Arcadelt: Madrigals. Deutsche Harmonia Mundi 77162.
- 1987 - D'India: Il Terzo Libro de Madrigal. Musik am Salzburger Fürstenhof. Deutsche Harmonia Mundi 77119.
- 1987 - Marenzio: Baci soavi e cari. Musica Oscura 70992.
- 1987 - Monteverdi: Duets & Solos. Regis Records 1060.
- 1988 - Ward: Psalms & Anthems. The Fanshawe Circle. Musica Oscura 70982.
- 1988 - Wert: Il Settimo Libro de Madrigali (1581). Virgin Veritas Edition 61177.
- 1989 - D'India: Primo Libro de Madrigali a Cinque Voci (1607). Musica Oscura 70985.
- 1989 - Monteverdi: Madrigals Book VI (1614). . Edición en CD en la recopilación: Monteverdi: Madrigali (Virgin).
- 1989 - Monteverdi: Madrigals Book VIII (1638). Balli. . Edición en CD en la recopilación: Monteverdi: Madrigali (Virgin).
- 1989 - Monteverdi: Madrigals Book VIII (1638). Madrigali guerrieri. . Edición en CD en la recopilación: Monteverdi: Madrigali (Virgin).
- 1989 - Monteverdi: Madrigals Book VIII (1638). Madrigali amorosi. . Edición en CD en la recopilación: Monteverdi: Madrigali (Virgin).
- 1989 - Thomas Ravenscroft: There were Three Ravens. Songs, Rounds and Catches. Virgin Classics VC 791217-2.
- 1990 - Biagio Marini: Concerto Terzo delle Musiche da Camera. Musica Oscura 70994.
- 1991 - Rore: Il Quinto Libro di Madrigali (1568). Musica Oscura 70991.
- 1991 - Cor Mio, deh non languire. 21 Settings of Guarini. The Monteverdi Circle. Musica Oscura 070989-2.
- 1991 - Monteverdi: Madrigals Book II (1590). . Edición en CD en la recopilación: Monteverdi: Madrigali (Virgin).
- 1991 - Monteverdi: Madrigals Book III (1592). . Edición en CD en la recopilación: Monteverdi: Madrigali (Virgin).
- 1993 - Monteverdi: Madrigali erotici e spirituali. Musica Oscura 70995, Regis Records 1073.
- 1993 - Morley: Ayres & Madrigals. . Edición en CD en la recopilación: The Silver Swan.
- 1993 - The Mistress. Poems by Abraham Cowley, set by Blow, Purcell and Others. The Purcell Circle. Musica Oscura 070986-2.
- 1994 - Pallavicino:[11] Madrigals, Book 6. The Monteverdi Circle. Musica Oscura 70976.
- 1994 - The Mantle of Orpheus. Henry Purcell's last songs, and the songs of his fellow composers who survived him. The Purcell Circle. Musica Oscura 070977-2.
- 1994 - Weelkes: Madrigals and Anthems. AS&V "Gaudeamus" 195.
- 1995 - Don Quixote - The Musical. The Consort of Musicke junto a The City Waites y The Purcell Simfony. Musica Oscura 070973-2 (2 CD).
- 1995 - In Loving Memory. Psalms, Songs and Elegies. Musica Oscura 070972-2.
- 1996 - Grabbe:[12] Madrigals, Book 1. MD+G 310 0220.
- 1996 - Monteverdi: Il Primo Libro de Madrigali. . Edición en CD en la recopilación: Monteverdi: Madrigali (Virgin).
- 1997 - Charming Strephon. Celebration of the Life and Times of John Wilmot, 2nd Earl of Rochester. Etcétera KTC 1211-2.
- 1997 - Brudieu: Madrigals. Ona Digital 100 (2 CD).
- 1998 - Earth, Water, Air & Fire. A new look at John Dowland and friends. AS&V Gaudeamus 187.
- 2000 - Vecchi: L'Humore Musicale / La Caccia d'Amore. AS&V "Gaudeamus" 202.
- 2001 - Verrijt:[13] Flammae divinae, Op. 5. NM Classics 92076.

Recopilaciones:
- 1997 - Monteverdi: Madrigals. L'Oiseau-Lyre 455 718-2 (2 CD). Es una caja que incluye los siguientes discos originales:
  - 1982 - Claudio Monteverdi: Madrigali erotici. Solo incluye 4 pistas
  - 1984 - Claudio Monteverdi: Fifth Book of Madrigals, 1605
  - 1986 - Claudio Monteverdi: Fourth Book of Madrigals Madrigals, 1605
- 1998 - The Silver Swan. English Madrigals: Gibbons, Wilbye, Morley. Decca 458 093 (2 CD). . Es una caja que incluye los siguientes discos: 
  - 1975 - Gibbons: Madrigals and mottets
  - 1981 - Wilbye: Madrigals
  - 1993 - Morley: Ayres & Madrigals
- 2003 - Monteverdi: Madrigali. Virgin Classics 7243 5 622682 1 (7 CD). . Es una caja que incluye los siguientes discos:
  - 1989 - Monteverdi: Madrigals Book VI (1614)
  - 1989 - Monteverdi: Madrigals Book VIII (1638). Balli
  - 1989 - Monteverdi: Madrigals Book VIII (1638). Madrigali guerrieri
  - 1989 - Monteverdi: Madrigals Book VIII (1638). Madrigali amorosi
  - 1991 - Monteverdi: Madrigals Book II (1590)
  - 1991 - Monteverdi: Madrigals Book III (1592)
  - 1996 - Monteverdi: Il Primo Libro de Madrigali
- 2007 - Dowland: Collected Works. L'Oiseau Lyre 452 563 (12 CD). . Es una caja que incluye los siguientes discos: 
  - The Consort of Musicke:
    - 1976 - Dowland: First Booke of Songes (1597)
    - 1976 - Dowland: Second Booke of Songes (1600)
    - 1976 - Dowland: Lachrimae
    - 1977 - Dowland: The Third Booke of Songs (1603)
    - 1977 - Dowland: Consort Music
    - 1977 - Dowland: A Pilgrimes Solace (1612) (The Fourth Booke of Songs (1612))
    - 1977 - Dowland: Sacred Songs
    - 1979 - Dowland: A Miscellany
    - 1979 - Dowland: A musicall banquet

  - Otros:
    - 1978 - Dowland: Keyboard transcriptions by other musicians (Dowland: transcripciones para teclado por otros autores). Colin Tilney.[14] L'Oiseau-Lyre
    - 1980 - Dowland: Lute music. Anthony Bailes,[15] Nigel North,[16] Jakob Lindberg,[17] Anthony Rooley y Christopher Wilson.[18] L'Oiseau Lyre.

DVD:
- 1993 - Banquet of the Senses. Monteverdi: Madrigali erotici e spirituali. Brilliant Classics 99784 (PAL DVD), Brilliant Classics 99931 (USA DVD). . La banda sonora es la grabación:
  - 1993 - Monteverdi: Madrigali erotici e spirituali